# Santa Marta de Magasca
Santa Marta de Magasca és un municipi de la província de Càceres, a la comunitat autònoma d'Extremadura (Espanya).

## Demografia
| 2001 | 2002 | 2003 | 2004 | 2005 | 2006 |
| ---- | ---- | ---- | ---- | ---- | ---- |
| 300  | 287  | 270  | 261  | 262  | 252  |